# Азербайджан на літніх Паралімпійських іграх 2004
Азербайджан на літніх Паралімпійських іграх 2004 був представлений в 4-х видах спорту (дзюдо, легкої атлетики, пауерліфтингу та стрільбі). До складу збірної Азербайджану увійшло 11 осіб (9 чоловіків і 2 жінки). 

## Медалісти
| Медаль | Спортсмен        | Вид спорту     | Дисципліна                         | Дата       |
| ------ | ---------------- | -------------- | ---------------------------------- | ---------- |
| Золото | Ільхам Закіев    | Дзюдо          | Чоловіки, понад 100 кг             | 20 вересня |
| Золото | Олег Панютин     | Легка атлетика | Чоловіки, стрибки в довжину, F12   | 19 вересня |
| Срібло | Зейнідін Білалов | Легка атлетика | Чоловіки, Потрійний стрибок, F11   | 27 вересня |
| Бронза | Єлена Таранова   | Стрільба       | Жінки, пневматичний пістолет, 10 м | 19 вересня |